# Wallfahrtskirche Maria Schray

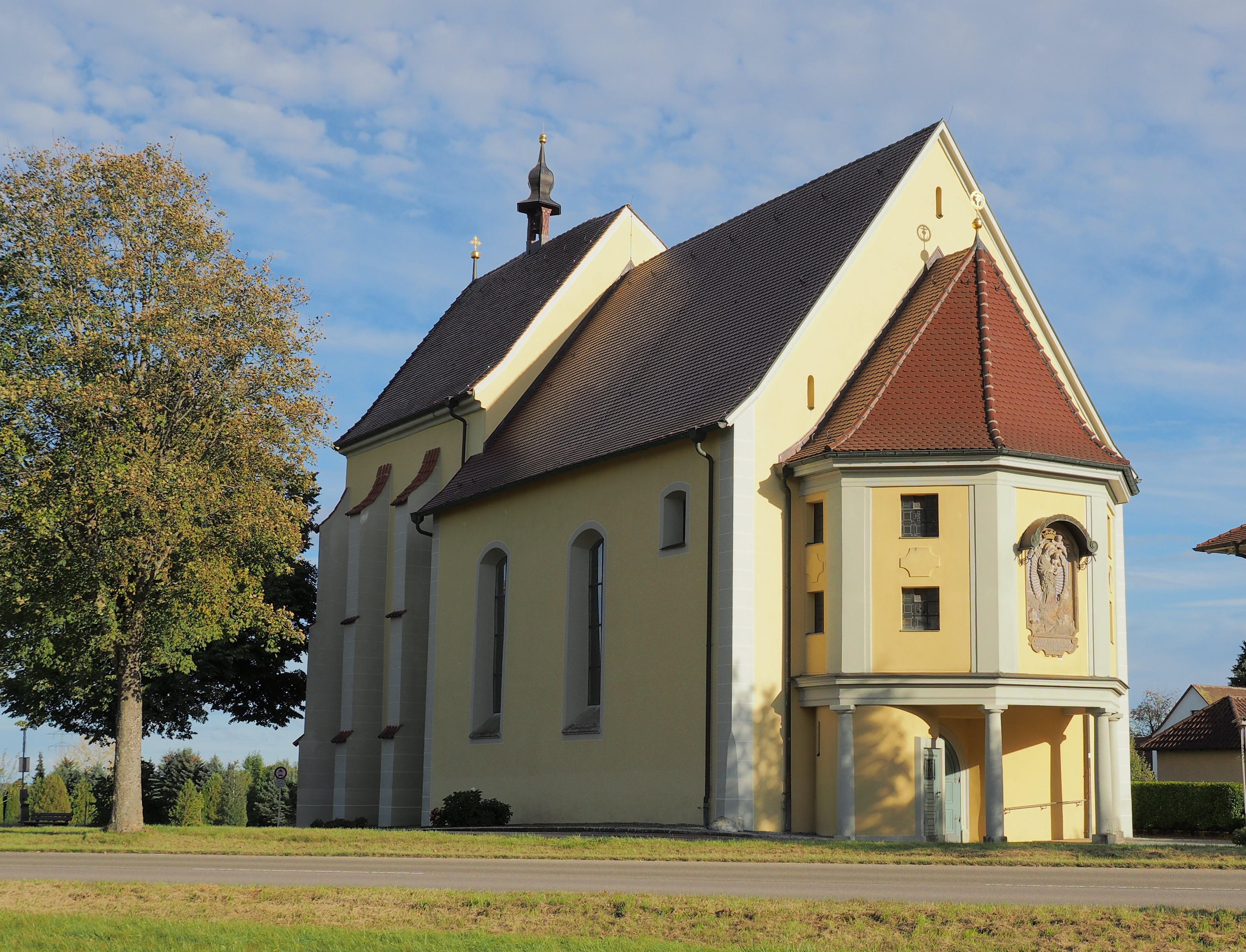
Wallfahrtskirche Maria Schray in Pfullendorf

Die römisch-katholische Wallfahrtskirche Maria Schray steht in Pfullendorf, einer Kleinstadt im Landkreis Sigmaringen von Baden-Württemberg. Sie gehört zum Dekanat Sigmaringen-Meßkirch im Erzbistum Freiburg. Das Bauwerk ist beim Landesamt für Denkmalpflege Baden-Württemberg als Baudenkmal eingetragen.

## Beschreibung

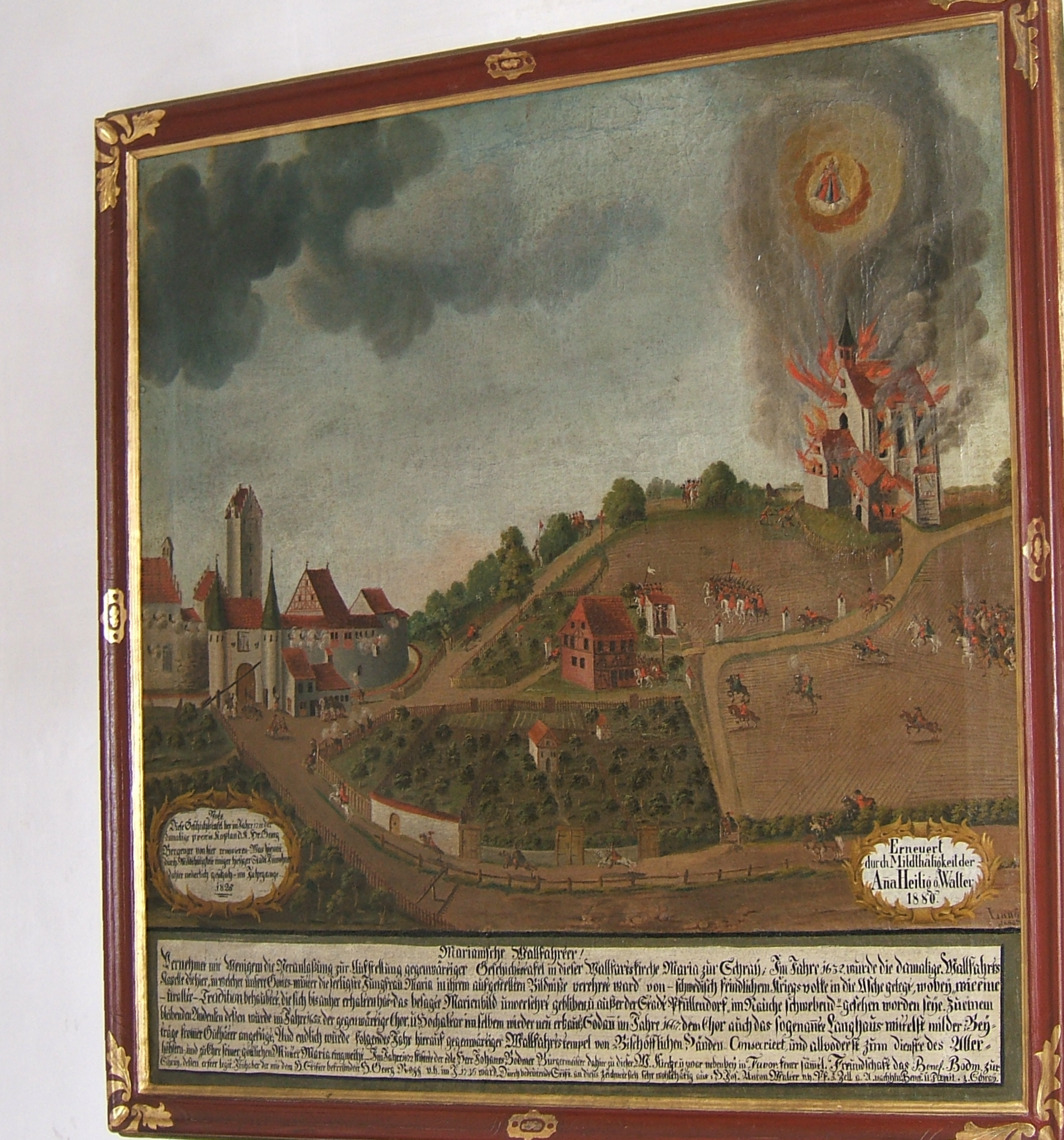
Maria Schray: Bild mit der Geschichte der Wallfahrtskirche: Im Juli 1632 wurden die Kirche und das Mesnerhaus nebenan von den auf Pfullendorf anmarschierenden Schweden in Brand gesteckt

Die 1476 errichtete Saalkirche ist bis auf den von Strebepfeilern gestützten Chor 1632 abgebrannt. 1656–66 wurde an ihn ein Langhaus mit einem eingezogenen, dreiseitigen Abschluss im Westen neu aufgebaut. Aus dem Satteldach des Langhauses erhebt sich ein offener Dachreiter, in dem eine Kirchenglocke hängt.
Der Innenraum wurde 1751 barock umgestaltet. Den Stuck fertigte Johann Jakob Schwarzmann, die Fresken Andreas Meinrad von Ow. Im Chor wurde die Unbefleckte Empfängnis dargestellt. Zur Kirchenausstattung gehört ein 1784 gebauter klassizistischer Hochaltar in Form eines Sarkophages. Die Orgel wurde 2002 von Claudius Winterhalter errichtet.